# Joachim Schulmeyer
Joachim Schulmeyer (né le 10 novembre 1952 à Veckenstedt) est un homme politique allemand (SPD) et ancien membre du Landtag de Saxe (1994 à 1998 et 2001 à 2004). 

## Biographie
Après avoir terminé la dixième année au POS de Berlin, Schulmeyer travaille comme tourneur et obtient son diplôme d'ouvrier qualifié en mécanique de coupe en 1976. De 1975 à 1991, il travaille à la VEB Maschinenfabrik und Eisengießerei Wurzen. Après sa privatisation en 1991, l'entreprise est rebaptisée en Neuman und Esser Wurzen GmbH Kompressorenbau. Schulmeyer est employé dans l'entreprise en tant qu'opérateur de tour et, après sa formation complémentaire de soudeur et de tuyauteur, il travaille comme tuyauteur à partir de 1992. À partir de 1990, il est membre du comité d'entreprise.
Schulmeyer est marié et père d'un fils. 

## Politique
Joachim Schulmeyer est indépendant jusqu'en 1990. En 1990, il est l'un des membres fondateurs du SPD à Wurzen. En 1990 et 1991, il est président de l'association du SPD de l'arrondissement de Wurzen et de 1991 à 2001 président du sous-district du SPD en Saxe du Nord. En 1996, il devient le premier secrétaire général du SPD Saxe et le restera jusqu'en 2000. 
Entre 1990 et 1994, Schulmeyer est vice-président du conseil de l'arrondissement de Wurzen. De 1994 à 1997, il est membre du conseil de l'arrondissement de la Vallée-de-Mulde et à partir de 1994, du conseil municipal de Wurzen, où il est président du groupe parlementaire SPD à partir de 2000. Schulmeyer est également membre du conseil de surveillance de Wurzener Gebäude- und Wohnungsgesellschaft mbH . 
En octobre 1994, Joachim Schulmeyer est élu au Landtag de Saxe via la liste d'État du SPD Saxe. Il y est membre de la commission des affaires sociales, de la santé, de la famille et des femmes et de la commission des pétitions. Au cours de la troisième législature suivante, il est élu le 11 octobre 2001 en succédant à Barbara Ludwig. Pendant ce mandat, il est actif dans les mêmes commissions que lors de la précédente. 